# Universi Dominici Gregis

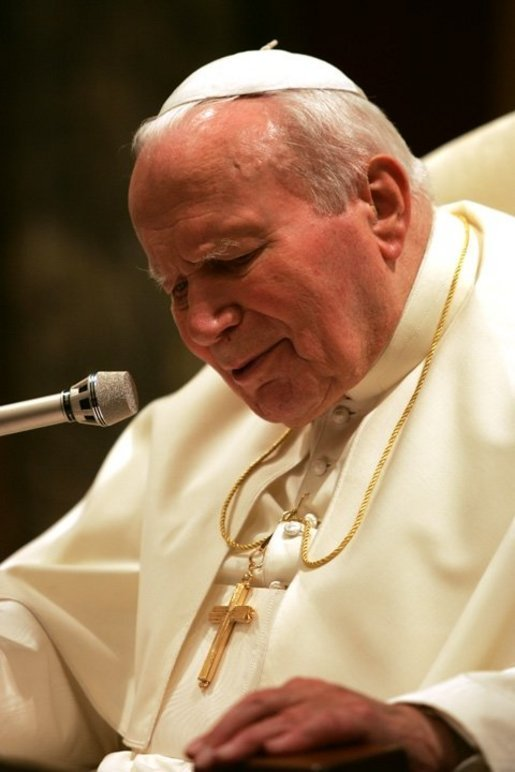
Johannes Paulus II

Universi Dominici Gregis (Latijn voor De gehele kudde van de Heer) is een apostolische constitutie die op 22 februari 1996 werd uitgevaardigd door paus Johannes Paulus II en die betrekking heeft op het verkiezingsproces van de paus. De constitutie bouwt voort op een eerdere van paus Paulus VI (Romano Pontifici Eligendo) en bevat nadere richtlijnen voor zowel de periode van sedisvacatie als voor de organisatie van het conclaaf. De naam is - net als dat bij encyclieken gebruikelijk is, afgeleid van de eerste woorden ervan:
Universi Dominici Gregis Pastor est Romanae Ecclesiae Episcopus, in qua Beatus Petrus Apostolus, divina disponente Providentia, Christo per martyrium extremum sanguinis testimonium reddidit.
(in vertaling)De herder van de gehele kudde van de Heer, is de bisschop van de kerk van Rome, waar de zalige apostel Petrus door het hoge Raadsbesluit van de Goddelijke Voorzienigheid aan Christus het uiterste teken van zijn martelaarschap heeft aangeboden, door het vergieten van zijn bloed
Voor een groot deel bevestigt de constitutie hetgeen al door Paulus was bepaald. Zo bleef de bepaling bestaan dat kardinalen die ouder waren dan tachtig jaar niet konden deelnemen aan het conclaaf, "om niet aan de last van de hoge leeftijd ook nog de verantwoordelijkheid voor het kiezen van degene die de kudde van Christus moet leiden in overeenstemming met de eisen van de tijd". Ook wordt bepaald dat het aantal kies-kardinalen niet hoger mag zijn dan 120. Voor het eerst wordt vastgelegd dat er - tijdens het conclaaf - maar vier stemmingen per dag mogen zijn (twee 's morgens en twee 's middags). Ook geeft de constitutie toestemming om na 33 stemronden een paus te kiezen met een gewone meerderheid, in plaats met de daarvoor benodigde twee derde van het aantal stemmen. Deze laatste bepaling werd overigens bij motu proprio  door paus Benedictus XVI teruggedraaid.
Veruit de belangrijkste wijzigingen ten opzichte van eerder verkiezingen, betrof de nieuwe bepaling over de slaapvertrekken van de kies-kardinalen. Voorheen was het gebruikelijk dat de kardinalen sliepen in kleine, weinig comfortabele cellen die in de nabijheid van de Sixtijnse Kapel werden gebouwd, voor de duur van het conclaaf. Paus Johannes Paulus II liet speciaal voor deze gelegenheid een appartementencomplex bouwen, de Domus Sanctae Marthae. Ten slotte maakte de constitutie de weg vrij voor een meer eigentijdse invulling van de intronisatie van de nieuwe paus. Hadden paus Johannes Paulus I en Johannes Paulus II al uit eigen beweging afgezien van de traditionele kroning met de tiara, in deze constitutie werd het de nieuw gekozen paus vrijgelaten zelf te kiezen voor een passende vorm. Inderdaad werden paus Benedictus XVI paus Franciscus en  paus Leo XIV niet gekroond, evenmin als hun drie directe voorgangers: paus Johannes Paulus I en paus Johannes Paulus II